# Cerkiew Przemienienia Pańskiego w Podhorcach
Cerkiew Przemienienia Pańskiego – unicka, następnie prawosławna cerkiew w Podhorcach, w ostatnich latach istnienia użytkowana jako kościół rzymskokatolicki. Wzniesiona prawdopodobnie w XVIII w., spłonęła w 1951.

## Historia
Cerkiew prawosławna wzmiankowana jest w Podhorcach na r. 1531. Od przejścia prawosławnej eparchii chełmskiej do Kościoła unickiego (w momencie podpisania aktu unii brzeskiej) do likwidacji unickiej diecezji chełmskiej w 1875 była to świątynia unicka. Nie wiadomo, jak długo istniała najstarsza z podhoreckich świątyń; na jej miejscu w 1749 Stanisław Góźdź ufundował nową drewnianą budowlę sakralną. Świątynię zamknięto w 1915, w momencie, gdy prawosławne duchowieństwo wraz z wiernymi zostało ewakuowane w głąb Rosji. Powracająca ludność ubiegała się o ponowne otwarcie cerkwi od drugiej połowy lat 20. XX wieku. W 1929 o otwarcie cerkwi w Podhorcach osobiście zabiegał w Ministerstwie Wyznań Religijnych i Oświecenia Publicznego metropolita warszawski i całej Polski Dionizy. Równocześnie przez całe lata 20. XX wieku o budynek zabiegała miejscowa ludność rzymskokatolicka, stanowiąca zdecydowaną mniejszość mieszkańców wsi. Świątynia została faktycznie otwarta jako jedyna ze wskazywanych przez metropolitę nieczynnych cerkwi w województwie lubelskim. Liczbę wiernych uczęszczających do obiektu szacowano na 2050 osób. Latem 1938, podczas akcji polonizacyjno-rewindykacyjnej, katolicy w Podhorcach ponownie bezskutecznie starali się o przejęcie budynku. Ostatecznie cerkiew w Podhorcach została przejęta przez Kościół rzymskokatolicki po II wojnie światowej i wywiezieniu ze wsi ludności ukraińskiej wyznania prawosławnego, w czerwcu 1945. W 1951 spłonęła wskutek uderzenia pioruna. Na jej miejsce przeniesiono ze Starego Sioła nowy kościół rzymskokatolicki św. Stanisława Biskupa Męczennika. Zachowała się natomiast XVIII-wieczna dzwonnica przycerkiewna, pełniąca obecnie funkcję salki katechetycznej.
W sąsiedztwie świątyni znajdował się cmentarz przycerkiewny, użytkowany do II poł. XIX w., gdy zastąpiła go nowa nekropolia prawosławna. Innym śladem po funkcjonowaniu w Podhorcach parafii prawosławnej są dwa przydrożne krzyże wotywne zachowane na terenie wsi.

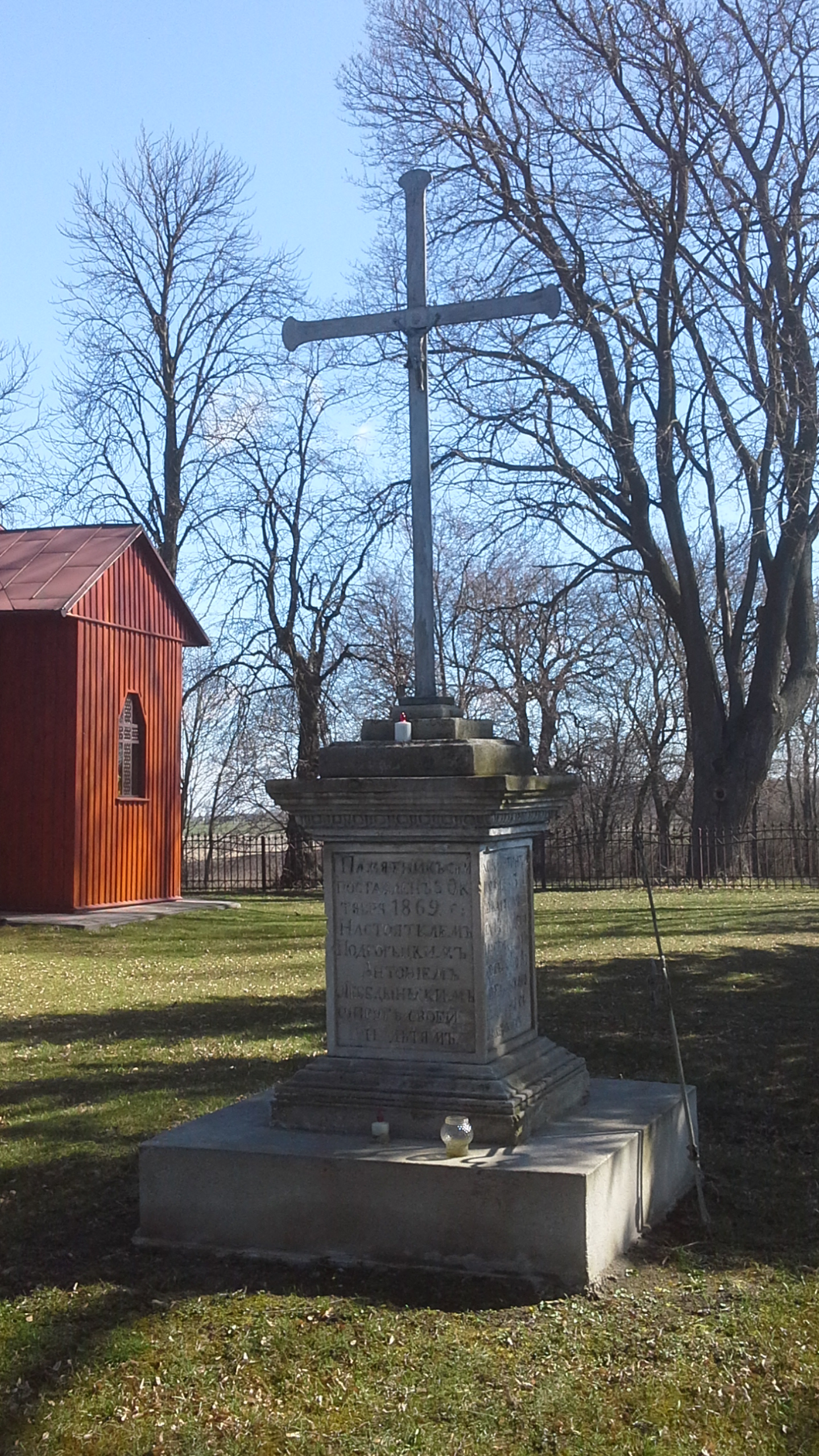
Grób małżonki i dzieci miejscowego unickiego proboszcza Antoniego Lebiedyńskiego, pierwotnie położony w sąsiedztwie cerkwi
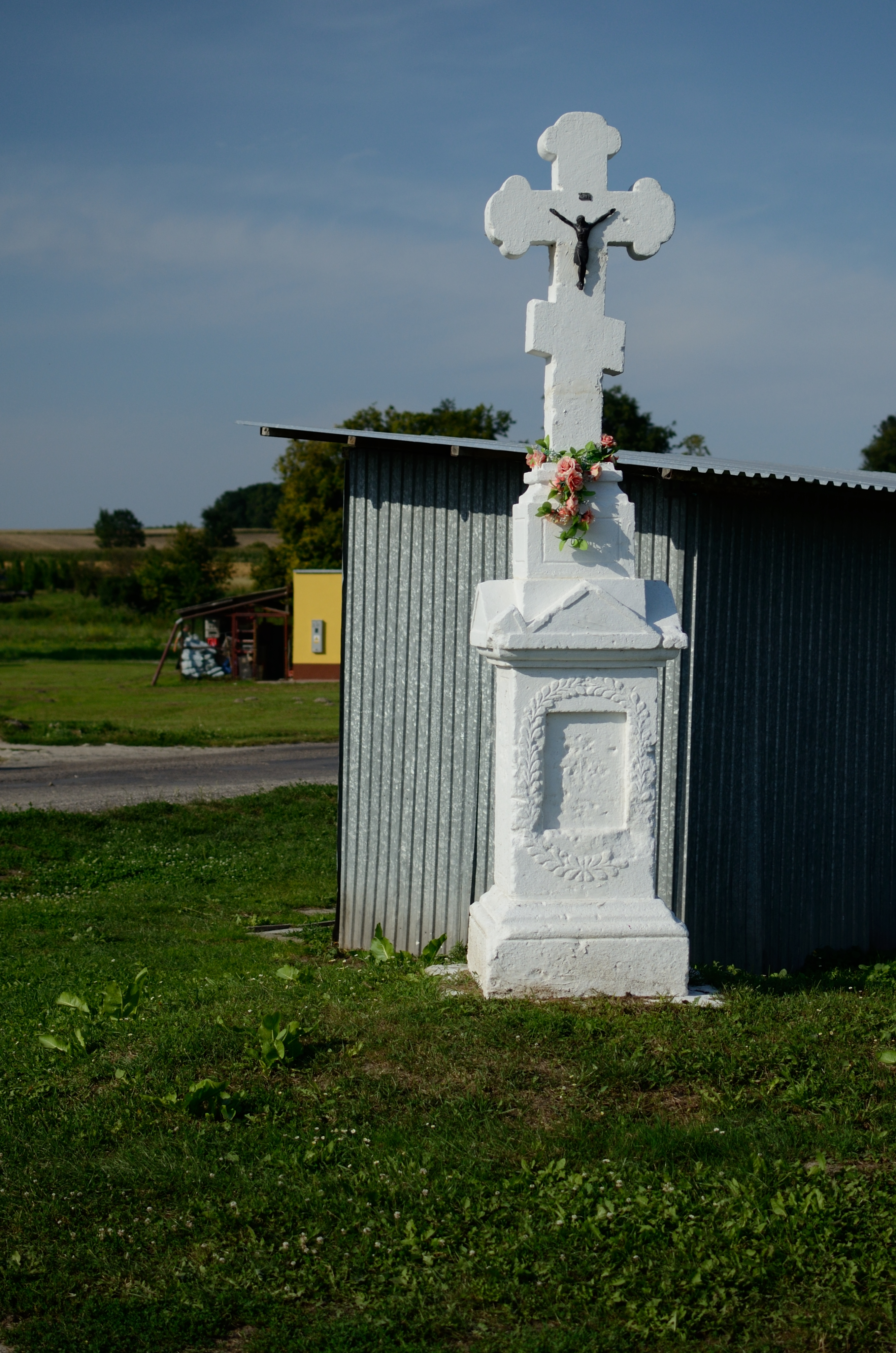
Prawosławny krzyż w centrum wsi
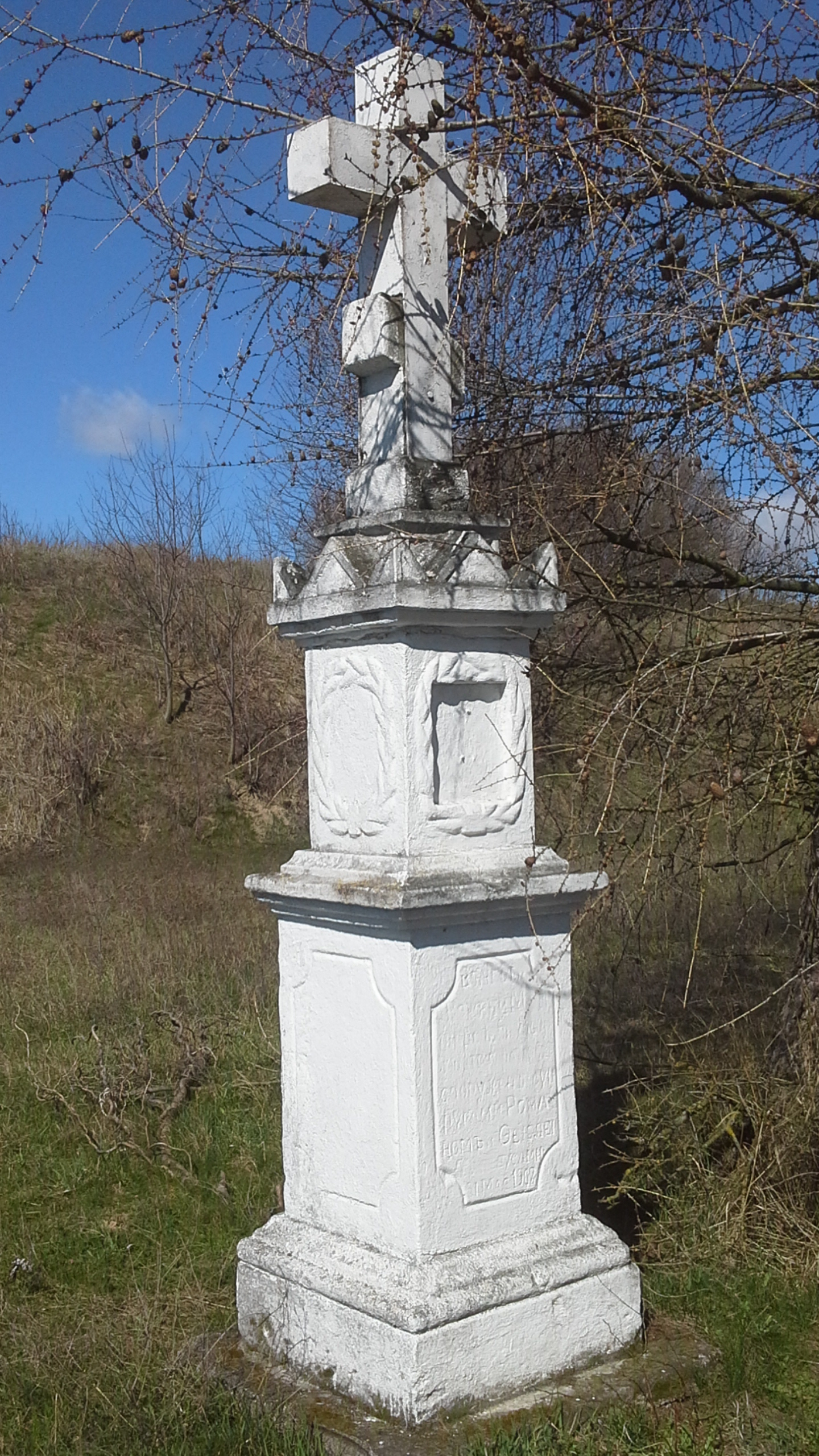
Krzyż prawosławny na prywatnej posesji w Podhorcach